# زنان در دوران زندیه
در دوران زندیه، حقوق زنان بسیار محدود بود و آن‌ها عمدتاً در حوزه خانگی و خانوادگی فعالیت داشتند. اگرچه برخی زنان در صنایع دستی و کشاورزی مشارکت می‌کردند، اما این فعالیت‌ها به رسمیت شناخته نمی‌شد و حقوق مستقلی برای آن‌ها ایجاد نمی‌کرد. زنان در این دوره از بسیاری از حقوق اساسی محروم بودند، اما در عین حال، در برخی حوزه‌ها نقش مهمی ایفا می‌کردند.

## پوشش زنان
پیراهن زنان در دوره زندیه تنگ تر از مردان و از جنس نخ و ابریشم بود. پوشیدن پیراهن های نازک و بدن نما در این دوره میان زنان رواج یافت و دامن پیراهن ها نیز کوتاه تر از دوره های قبل شد.

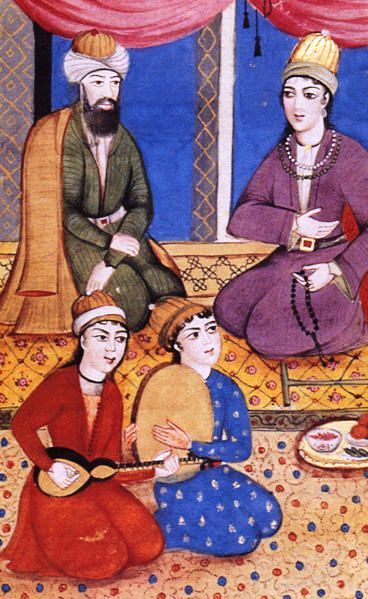
تصویری منسوب به پوشش زنان در عصر زندیه

لباس زنان زندیه شامل پیراهن، شلوار، اَرخالُق، کُلیجِه، کلاه، کفش، کمربند و چادر بود.

### پیراهن
زنان پیراهن نازک و تنگی از پارچۀ کتان، پنبه و ابریشم می‌پوشیدند. این پیراهن تنگ‌تر از پیراهن مردان بود. زنان لباس‌هایی تنگ می‌پوشیدند برای اینکه لاغرتر به ‌نظر برسند. قد پیراهن تا بالای زانو و جلوی آن باز بود. گاهی به‌صورت یقه‌گرد و گاهی بدون یقه بود، وسط یقه این پیراهن چاکی داشت که با روبان یا دکمه زیر گلو بسته می‌شد. روی پیراهن کمربندی از چرم یا پارچه‌های معمولی یا ابریشم می‌بستند.

### شلوار
شلوار خانم‌های طبقات بالا مثل مردان گشاد و بلند از پارچه‌های راه‌راه به‌ صورت مورب بود و روی آن دامن گشاد و نسبتاً بلندی که قد آن تا وسط ساق پا می‌رسید می‌پوشیدند. جنس شلوار آن زربفت بود و اگر نبود با نوار حاشیه‌ دوزی می‌کردند.باد کردن هر چه بیشتر پاچه های شلوار از تشخص فرد پوشنده حکایت می کرد.

### اَرخالُق
کت بلندی است که تا نصف بدن را می‌پوشاند و آن را روی پیراهن می‌پوشیدند. آستین آن سمبوسه‌ای بود و با بازوبندهای جواهرنشان آن را تزیین می‌کردند.

### کلیجه
کلیجه زنان، کت بلندی بود که آستین کوتاهی داشت و قد آن تا ران بود و آن را روی ارخالق می‌پوشیدند و اغلب آستر آن را از پوست تهیه می‌کردند.

### کلاه
زنان از عرق‌چین کوچکی که با سنگ‌های قیمتی یا سکه مزین شده بود استفاده می‌کردند. گاهی به‌جای عرق‌چین از شال ظریف که روی شانه هم می‌افتاد استفاده می‌کردند. این شال را به دور گردن یا روی فرق سر به‌صورت گل می‌بستند. بعضی زنان زیر شال از کلاه کوچکی به‌نام لچک استفاده می‌کردند.

### کفش
در دوره زندیه زنان کفش‌های نعلین یا ساغری نوک برگشته به پا می‌کردند. این کفش از پارچه مخمل گلدوزی بود که با یراق طلایی یا ابریشمی تزیین می‌کردند.

### کمربند
زنان ثروتمند دورۀ زندیه برای زیبایی و لاغرتر نشان‌دادن اندام از کمربندی با سگک زرین و یا سیمین جواهرنشان استفاده می‌کردند. گاهی به‌جای کمربند از شال یا ابریشم استفاده می‌کردند.

### پوشش سر
زنان زندیه تور یا پارچه‌ای را به‌طور آزاد روی سر خود می‌گذاشتند و با زیور و زینت موهای خود را تزیین می‌کردند و همچنین از چارقد هم استفاده کرده و آن را زیر چانه با جقه تزیین می‌کردند. برای خروج از منزل از چادری با رنگ تیره، رنگ سفید یا بنفش و همچنین از روبنده نیز استفاده می‌کردند.
در کتاب رنه دالمانی آمده است:
«در ایران یک نوع پوشیدنی گلدوزی شده است که متذوقان اروپایی به زحمت بدان ابراز علاقه کرده اند. این لباس گلدوزی شده را در اروپا بیهوده جلیقه ایرانی نامیده اند و نامی کاملاً نادرست است. این پوشیدنی گلدوزی شده ساق های زنان را می پوشانده است. این جورابها به شکل دو لوله خشک و سخت اند که قطعاً پوشیدن آنها لذت بخش نبوده است. این نوع شلوار تا قرن هجدهم رایج بوده و بعد از آن منسوخ گردیده است»

## پیشه زنان
در دوران زندیه (۱۷۵۱ تا ۱۷۹۴ میلادی)، جامعه ایران به شدت تحت تأثیر سنت‌ها و قوانین اسلامی قرار داشت، که بر نقش زنان در عرصه عمومی تأثیرگذار بود. با این حال، زنان در برخی زمینه‌های شغلی فعالیت داشتند که از جمله آن‌ها می‌توان به موارد زیر اشاره کرد:

### صنایع دستی و هنرهای خانگی
زنان در دوران زندیه به تولید صنایع دستی مانند قالی‌بافی، گلیم‌بافی، سوزن‌دوزی و تولید پارچه‌های دست‌باف مشغول بودند. این فعالیت‌ها معمولاً در خانه انجام می‌شد و بخشی از درآمد خانواده را تأمین می‌کرد.

### کشاورزی و دامداری
در مناطق روستایی، زنان در کنار مردان در فعالیت‌های کشاورزی و دامداری مشارکت داشتند. آن‌ها در کاشت، داشت و برداشت محصولات کشاورزی و همچنین نگهداری از دام‌ها نقش فعالی ایفا می‌کردند.

### فعالیت‌های خدماتی
برخی زنان در شهرها به عنوان خدمتکار در خانه‌های اشراف و ثروتمندان کار می‌کردند. این زنان معمولاً در امور خانه‌داری، آشپزی و نگهداری از کودکان فعالیت داشتند.

### تجارت کوچک
در برخی موارد، زنان در بازارهای محلی به فروش محصولات دست‌ساز خود مانند پارچه، فرش و مواد غذایی می‌پرداختند. این فعالیت‌ها معمولاً در سطح کوچک و محلی انجام می‌شد.

## حقوق زنان
در دوران زندیه، حقوق زنان بسیار محدود بود و اگرچه برخی زنان در صنایع دستی و کشاورزی مشارکت می‌کردند، اما این فعالیت‌ها به رسمیت شناخته نمی‌شد و حقوق مستقلی برای آن‌ها ایجاد نمی‌کرد. در دوران زندیه، وضعیت حقوق زنان تحت تأثیر قوانین اسلامی و سنت‌های اجتماعی قرار داشت. زنان در این دوره عمدتاً در حوزه‌های خصوصی و خانگی فعالیت می‌کردند، اما این فعالیت ها به رسمیت شناخته نمی شد و حقوق مستقلی برای آنان ایجاد نمی کرد و دسترسی محدودی به برخی حقوق اجتماعی و قانونی داشتند. از جمله ویژگی‌های حقوقی و اجتماعی زنان در این دوره می‌توان به موارد زیر اشاره کرد:

### حقوق خانوادگی
زنان در ازدواج اختیار چندانی نداشتند و معمولاً ازدواج‌ها توسط خانواده‌ها ترتیب داده می‌شد.
حق طلاق عملاً در اختیار مردان بود و زنان تنها در موارد بسیار خاص می‌توانستند درخواست طلاق دهند.
زنان پس از ازدواج، حق مالکیت بر اموال خود را داشتند، اما کنترل این اموال اغلب توسط مردان خانواده انجام می‌شد.

### حقوق اقتصادی
زنان اجازه نداشتند به طور مستقل در عرصه عمومی فعالیت اقتصادی داشته باشند. فعالیت‌های اقتصادی آن‌ها عمدتاً محدود به کارهای خانگی و صنایع دستی مانند قالی‌بافی و پارچه‌بافی بود.
در مناطق روستایی، زنان در کنار مردان در کشاورزی و دامداری مشارکت داشتند، اما این فعالیت‌ها به عنوان بخشی از وظایف خانوادگی تلقی می‌شد و حقوق مستقلی برای آن‌ها ایجاد نمی‌کرد.

### حقوق اجتماعی و سیاسی
زنان از مشارکت در امور سیاسی و اجتماعی محروم بودند و هیچ نقش رسمی در حکومت یا تصمیم‌گیری‌های عمومی نداشتند.
حضور زنان در عرصه عمومی بسیار محدود بود و آن‌ها عمدتاً در خانه یا در جمع‌های زنانه فعالیت می‌کردند.

### حقوق آموزشی
آموزش رسمی برای زنان وجود نداشت و تنها دختران خانواده‌های ثروتمند امکان یادگیری خواندن و نوشتن را در خانه داشتند.
آموزش زنان معمولاً محدود به مهارت‌های خانگی مانند خیاطی، آشپزی و امور خانه‌داری بود.

### حقوق قضایی
در سیستم قضایی، شهادت زنان ارزش کمتری نسبت به شهادت مردان داشت و در بسیاری از موارد، شهادت دو زن معادل شهادت یک مرد تلقی می‌شد.
زنان در موارد اختلافات حقوقی، به ویژه در امور خانوادگی، از حمایت قانونی کمتری برخوردار بودند.

## زنان مهم در عصر زندیه
- بیگم آغا زنگنه
- مریم بیگم زند